# هيكي ريتافووري
هيكي ريتافووري (Heikki Ritavuori؛ توركو، 23 مارس 1880 - هلسنكي، 14 فبراير 1922) حقوقي وسياسي فنلندي من الحزب التقدمي الوطني، وعضو في برلمان فنلندا، وزير الشؤون الداخلية ، ولمدة قصيرة أيضاً نائب وزير العدل. كان الزميل العمل الأقرب لكآرلو يوهو ستولبيرغ وكان وزيرا للشؤون الداخلية في حكومتي يوهو هيكي فنولا الأولى والثانية 1919-1922 بما مجموعه 526 يوماً. هيكي ريتافووري شخصية فريدة من نوعها في تاريخ فنلندا السياسي لأنه لا يـُذكر لعمله في حياته، بل لنهايتها. أطلق النار على الوزير ريتافووري فأردي قتيلاً عند باب منزله في هلسنكي في شهر فبراير من عام 1922.